# فرودگاه بوسانگوا
فرودگاه بوسانگوا (به انگلیسی: Bossangoa Airport) یک فرودگاه همگانی با کد یاتا BSN است که یک باند فرود خاک رس دارد و طول باند آن ۱۸۰۰ متر است. این فرودگاه در شهر بوسکوبل، آفریقای مرکزی کشور جمهوری آفریقای مرکزی قرار دارد و در ارتفاع ۴۹۹ متری از سطح دریا واقع شده‌است.